# Werner Nestel
Werner Max Nestel (* 5. Oktober 1904 in Stuttgart; † 30. März 1974 in Ulm) war ein deutscher Hochfrequenztechniker.

## Leben
Nestel studierte an den Technischen Hochschulen Stuttgart und Berlin und wurde 1933 an letzterer zum Dr.-Ing. promoviert. Bereits seit 1929 war er wissenschaftlicher Mitarbeiter bei der Reichs-Rundfunk-Gesellschaft (RRG).
1933 war Nestel maßgeblich an der Entwicklung des Volksempfängers beteiligt. Ab 1937 baute er bei Telefunken hauptsächlich Großsender. 1938, als Telefunkendirektor, betrieb er eine UKW-Fernsprech-Verbindung zwischen Athen und Kreta.
1947 bis 1956 trug er als Technischer Leiter des Nordwestdeutschen Rundfunks wesentlich zum Wiederaufbau des Hör- und Fernsehrundfunks bei.
Als Deutschland 1948 mit dem Kopenhagener Wellenplan seine Langwellen verloren hatte, und nur noch wenige Mittelwellen verblieben, suchte er einen Ausweg und durchprüfte neun verschiedene Methoden, wie Drahtfunk, Kleinstgleichwellensender, Ultrakurzwelle usw. Aufgrund seiner Erfahrung entschied er sich für UKW –, womit er alleine dastand. Die Engländer gaben ihm eine einprozentige Chance wegen der schlechten Produktionsmöglichkeiten. Die Industrie erklärte ihn für „irregeworden“, weil viel zu teuer. Und die Post wollte Drahtfunk. Im Gegensatz zu den USA (mit kleinen Sendern und teuren Empfängern) setzte er sich für starke Sender und billige Empfänger ein.
Am 19. Juli 1948 lag die Genehmigung der britischen Militärregierung für die Wiederaufnahme des Fernsehbetriebes vor. Unter Nestels Vorsitz einigten sich am 22. September 1948 in Hamburg die 33 Vertreter der deutschen Fernseh-Technik auf die 625-Zeilen-Norm. Am 17. Juni 1950 begann der offizielle Versuchsbetrieb in Hamburg-Lokstedt.
1949 nahm er mit Lothar Rohde die ersten beiden UKW-Sendestationen Europas in Betrieb. 1954 wurde ihm als Vater des UKW-Rundfunks das große Verdienstkreuz verliehen.
Er lehrte als Honorarprofessor an der Technischen Hochschule Hannover. 1962 wurde ihm von der Technischen Hochschule Karlsruhe die Ehrendoktorwürde verliehen. Um 1970 war er auch Vorstandsmitglied für das Ressort Forschung und Entwicklung bei der AEG-Telefunken. Am 24. Juni 1970 präsentierten er und die Ingenieure Gerhard Dickopp, Hans-Joachim Klemp, Horst Redlich und Eduard Schüller zusammen mit Teldec das Video-Grammophon – später als TED-Bildplatte („TElevision Disc“) bekannt.

## Veröffentlichungen
- Einige Anwendungen amplitudenabhängiger Widerstände und Verstärker. Prinz, Bückeburg 1933
- VHF Broadcasting in Germany. In: Documentation and information bulletin, Bd. 3, 1952, 11, S. 1–12
- 1950–1953: Jahre technischen Fortschritts [im NWDR]. In: Jahrbuch, Bd. 1950/53 (1955), S. 7–15
- Grenzen und Aussichten des Nachrichtenverkehrs. Westdt. Verlag, Köln 1964
- Weltraumforschung und Nachrichtensatelliten. Vandenhoeck & Ruprecht, Göttingen 1970
- Nachrichtentechnik. In: 1980 ist morgen. 1969, S. 75–93